# Viasat 3
A Viasat 3 magyar kereskedelmi televíziócsatorna, amely 2000 októberében indult. Programja teljesen az általános tematikájú csatornákéra hasonlít, és a csatorna filmeket, sorozatokat, ismeretterjesztő-, kulturális-, szórakoztató műsorokat sugároz, valamint korábban sportközvetítéseket is.

## Története
A csatorna eredetileg a svéd Modern Times Group csoport tagja volt, 2000. október 23-án kezdte meg magyarországi kísérleti sugárzását műholdon. November 21-től lehetett fogni a megszűnt Alfa TV helyén, Budapesten és környékén, az UHF 47-es csatornán (egészen 2005. február 2-ig). A rendes sugárzást december 23-án kezdte meg. Műsorainak sugárzására hamar leszerződött a kábeltársaságokkal. A csatorna a 2000. február 21-én megszűnt TV3 előkelő helyét igyekezett megszerezni, ezt több műsorának átvételével (pl. A Simpson család, Egy rém rendes család) is megtette.
A csatorna első arculatváltása 2002. szeptember 16-án volt, majd 2006. szeptember 4-én volt a második.
A Viasat 3 sugározta Magyarország első beköltözős valóságshowját 2001. május 12-től július 21-ig Bár címmel. 2008-ban a műsornak új évada készült, Bár 2.0 címmel. 2006 júniusában az UEFA Bajnokok Ligájának kizárólagos (hivatalos) magyarországi közvetítője is volt. 2007-től 5 éven keresztül a kézilabda Bajnokok Ligájának kizárólagos közvetítési jogait is a Viasat 3 birtokolta Magyarországon, ez kiterjedt mind a női, mind a férfi meccsekre.
Az MTG 2008. január 28-án indította el férfiakra specializálódott adóját először TV6 névvel, majd a Viasat 3 adó újra sikertelenül próbálta megszerezni a TV3 nevet és ezért 2011. február 12-én a TV6-ot Viasat 6-ra nevezték át. Ezzel párhuzamosan a Viasat 3 a nők igényeinek irányába kezdett húzódni.
2009. május 1-jétől áttette központját Egyesült Királyságba, így a magyar médiaszabályozás nem terjed ki rá, ezért nem kell például a korhatárt jelző karikákat sem mutatnia a képernyőn. Az év október 1-jén volt a csatorna harmadik arculatváltása.
2013. január 1-től a reklámidejét az Atmedia értékesítette. Ez év április 1-jén átállt 16:9-es képarányra.
2014. április 16-án 21:13-kor bevezetésre került a mostani arculat. Ennek előzménye az volt, hogy az Erzsébet téren egy 56 órás kampányt indítottak és ezt 1 millióan követték élőben. A nagy durranáskor 500.000 logós hungarocell-labda esett a földre, és a régi logót az újjal helyettesítették.
2015. február 11-én a Sony Pictures Television Networks megegyezett a Modern Times Grouppal a Viasat 3 és Viasat 6 csatornák, illetve a Viasat Play catch-up szolgáltatás megvásárlásáról, hogy tovább bővítse magyarországi portfólióját, mely addig az AXN, AXN White és AXN Black lineáris csatornákat, valamint az AXN Now és AXN Player digitális szolgáltatásokat tartalmazta. 2016 januárjában a két Viasat-csatorna weboldala megújult, így már egységes az AXN-csatornákéval.
2019. október 13-án Nagy-Britanniából az esetleg bekövetkező Brexit miatt Spanyolországba költözött és a rombuszszerű besorolást használja (+12, +16, +18 (hangjelzéssel)), 2023-tól néhány műsor alatt azonban a Kijkwijzer holland médiahatóság korhatár besorolásait használja, ami arra utal, hogy az adót mind Hollandiában, mind Spanyolországban bejegyezték.
2020. január 1-től az RTL Saleshouse értékesíti a csatorna reklámidejét.
2021. október 1-től a görög Antenna Group lett a Sony Pictures Television Networks közép-kelet-európai portfóliójának új tulajdonosa. Az új cégnév Antenna Entertainment lett.
A csatorna hangja az indulástól kezdve 2014 októberéig László M. Miksa, a Ladánybene 27 reggae-zenekar énekese volt. 2009. április 24-től csatlakozott hozzá Mezei Kitty is. Jelenleg egyedül az ő hangján hallhatjuk a műsorajánlókat a csatornán.

## Különös szlogenek
- Ez eggyel izgalmasabb, ez VIASAT3: A 2023. október 2-án bemutatott Szingli vagy svindli szlogenje a plakát szerint.
- Ez eggyel igazibb, ez VIASAT3: A VIASAT3 legtöbb műsorainak legaktuálisabb szlogenje, hogy egyre többek között az Adom a napom, a Ki vele!, és más nagyszabású tartalmaké is.
- Ez eggyel valódibb, ez VIASAT3: A 2023. augusztus 28-án bemutatott Adom a napom szlogenje volt a plakát szerint.
- Ez eggyel barátibb, ez VIASAT3: A 2024. október 7-én bemutatott Útközben elmeséled szlogenje a plakát szerint.

## Kezdeti hibák
2001-2007 között - kezdeti szárnyaló időszakában sok népszerű sorozat ellenére - többször halmozott fel információs és programstruktúrális bakikat.
Néhány példa:

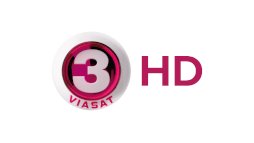
A Viasat 3 HD jelző logója

- Alex Mack esetében: eredetileg a Nickelodeon tervezte behozni Magyarországra "Alex Mack titokzatos világa" címmel ellátva, miközben a Viasat átvette a vetítési jogot és a Nickelodeon címe helyett "Alex Mack titkos élete" címet szeretett volna. A szinkron már megkapta a titokzatos világot és így került adásba, ellenben a Viasat mindvégig titkos életet hirdetett mindenhol. Egyéb érdekesség ezzel, hogy a Secret World of Alex Mack címből a Secret World pont a két magyar cím közötti átmenetként titkos világot jelent.
- "Alul semmi" antológia-sorozat esetében: VI. és V. szezon rákjárású megszerzése közben téves epizódszámlálás 1. résztől indulva és az V. évadnál tovább folytatva 53. résszel, megcserélt ismétlés idején sem került javításra a számozás; illetve először rendkívül tévesen 12+ besorolásba került, végül szezononként 18+ és 16+ korhatárok közé lett átiktatva.
- Buffy esetében: 2. szezontól induló vetítés epizódszámlálása 1. résztől, 44 rész után IV. szezonnál epizódszámlálás hirtelenül átírva 57. résztől, kezdeti 14+ és 12+ besorolás mellett sikeres délutáni ifjúsági blokk miatt vágott vetítést kapott; a III. szezon ismétlése után a VI. szezon a rendkívül kirívó tartalma miatt vágatlan éjszakai ismétlést kapott, VII. szezon után tért vissza ismétlés korábbi szezonokhoz és joglejárat előtt végül az V. évad került adásba utoljára.
- Évadok nem sorrendben történő ismétlése vagy ismétlések megszakítása általánosságban gyakori volt.
- Digimonszelídítők esetében: téves közlés Digimon I.-II. felvonásának folytatásaként 105. résztől, 12+ korhatár nem került közlésre újságok felé, korhatáros vetítés ellenére hirdetés gyerekek számára, végül utolsó vetítésnél lemaradt a korhatár-besorolás.
- X-akták esetében: V. szezontól induló premier vetítés epizódszámlálása tévesen 1. résztől, "Kulisszák mögött" kisfilm beiktatása két szezon között 21. résznek, VII. évad elején hirtelen számozási átállás 140. résztől, ellenben az V.-VI. évadok epizódjainak számlálása nem kapott átírást, a korábbi szezonok megszerzésével a sorozat igazi újraindulását nem hirdette meg egyáltalán, még nagyobb kavarodás történt az epizódok közlésében, a korábbi szezonok későbbi megszerzésével a IV. évad járt le utoljára és azt hirdette meg a sorozat befejezésének; mindemellett - egy rész kivételével - a 2002. évi korhatár-változtatások mellett is 18-as korhatárban maradt.

## Saját gyártású műsorai

### Jelenlegi műsorok

#### Főműsoridős show-műsorok
| Műsor címe         | Bemutató            | Évad    | Státusz         | Premier műsorsáv     | Forrás |
| ------------------ | ------------------- | ------- | --------------- | -------------------- | ------ |
| Adom a napom       | 2023. augusztus 28. | 5. évad | adásban         | hétfő-csütörtök este | [ 12 ] |
| Dumaszínház        | 2023. szeptember 1. | 3. évad | adásban         | péntek este          | [ 13 ] |
| Útközben elmeséled | 2024. október 7.    | 2. évad | bemutatásra vár |                      | [ 14 ] |
| KAPóra             | 2024. október 24.   | 2. évad | bemutatásra vár |                      | [ 13 ] |
| Pop, kaja satöbbi  | 2025. augusztus 28. | 1. évad | adásban         | csütörtök este       | [ 15 ] |

### Bejelentett, premier előtt álló műsorok

#### Főműsoridős show-műsorok
| Műsor címe | Várható premier | Évad    | Státusz        | Premier műsorsáv | Forrás |
| ---------- | --------------- | ------- | -------------- | ---------------- | ------ |
| Renoválók  | 2025            | 1. évad | előkészületben |                  | [ 14 ] |

### Befejezett műsorok

#### Szkriptelt sorozatok
| Sorozat címe   | Bemutató          | Évadok száma | Epizódok száma | Megjegyzés |
| -------------- | ----------------- | ------------ | -------------- | ---------- |
| 200 első randi | 2018. október 1.  | 2            | 118+1          |            |
| Ízig-vérig     | 2019. március 25. | 1            | 10             |            |

#### Főműsoridős show-műsorok
| Műsor címe                   | Bemutató             | Megjegyzés                                        |
| ---------------------------- | -------------------- | ------------------------------------------------- |
| A cég hangja                 | 2010. május 2.       |                                                   |
| A farm                       | 2002. szeptember 4.  | Az RTL Klub-on folytatódott Farm címen            |
| Ádám keresi Évát             | 2016. április 25.    |                                                   |
| Aranypart                    | 2011. augusztus 22.  |                                                   |
| Bár                          | 2001. május 12.      |                                                   |
| Bár 2.0                      | 2008. szeptember 15. |                                                   |
| Éden Hotel                   | 2011. március 7.     | A TV2-n folytatódott                              |
| Észbontók                    | 2013. április 11.    |                                                   |
| Exek az Édenben              | 2017. április 18.    |                                                   |
| Fátylat rá!                  | 2012. szeptember 2.  |                                                   |
| Feleségek luxuskivitelben    | 2017. szeptember 25. | Az RTL-en folytatódott A város királynői címen    |
| Flúgos Futam                 | 2016. október 17.    |                                                   |
| Ide süss!                    | 2018. március 26.    |                                                   |
| KérdezŐ                      | 2018. augusztus 27.  |                                                   |
| Késő este Hajós Andrással    | 2004. január 12.     |                                                   |
| Ki vele!                     | 2024. április 22.    |                                                   |
| Lakástalkshow                | 2016. november 21.   | A Sony Max-on folytatódott                        |
| Lúzer FC                     | 2007. március 29.    |                                                   |
| Mém over                     | 2024. március 8.     |                                                   |
| Négy esküvő                  | 2010. szeptember 14. |                                                   |
| Őszinte leszek               | 2024. október 24.    |                                                   |
| Sikítófrász                  | 2017. január 26.     |                                                   |
| Stíluspárbaj Lakatos Márkkal | 2017. március 13.    | A Sony Max-on folytatódott                        |
| Szingli vagy svindli         | 2023. október 2.     |                                                   |
| Topmodell                    | 2006. október 2.     | A TV2-n folytatódott Next Top Model Hungary címen |
| Troll a konyhában            | 2022. szeptember 26. |                                                   |

#### Rövid nem-szkriptelt/egyéb műsorok
| Műsor címe                               | Bemutató            | Megjegyzés                          |
| ---------------------------------------- | ------------------- | ----------------------------------- |
| Anya csak egy van                        | 2012. április 22.   |                                     |
| Brigi és Brúnó                           | 2022. október 17.   |                                     |
| Dr. Csernus – Bevállalja? Igen vagy nem? | 2004. január 12.    |                                     |
| Egy nap a világ                          | 2015. február 14.   |                                     |
| Geszti Sixty Aréna                       | 2025. augusztus 31. |                                     |
| Szingli vagy svindli – Kibeszélő         | 2023. október 2.    | A Szingli vagy svindli kísérőműsora |
| SztárVár                                 | 2005. március 28.   |                                     |
| Trendközelben                            | 2001.               | Trendek+ címen folytatódott         |
| Vidióták                                 | 2006. augusztus 14. | A TV6-on folytatódott               |

## Konkurensei, helyzete a piacon
A Viasat 3 egyrészt állandó riválisa a két nagy országos kereskedelmi csatornának, a TV2-nek és az RTL-nek, valamint a volt M1-nek is (2015. március 15-én a Duna vette át a szerepet). Ezt időről időre saját készítésű műsoraival is hangsúlyozza, amelyek magas nézettséget hoznak a csatornának. Másrészről filmjeivel kisebb adókat is gyakran legyőz a nézettségi versenyben, például a TV2 Klub-ot vagy a TV4-et.

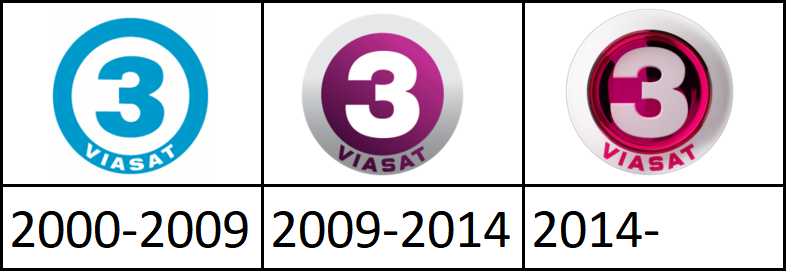
A csatorna logói 2000 óta